# Mahendragarh
Mahendragarh (o Mohindargarh) è una città dell'India di 23.977 abitanti, situata nel distretto di Mahendragarh, nello stato federato dell'Haryana. In base al numero di abitanti la città rientra nella classe III (da 20.000 a 49.999 persone).

## Geografia fisica
La città è situata a 28° 16' 60 N e 76° 9' 0 E e ha un'altitudine di 261 m s.l.m..

## Società

### Evoluzione demografica
Al censimento del 2001 la popolazione di Mahendragarh assommava a 23.977 persone, delle quali 12.749 maschi e 11.228 femmine. I bambini di età inferiore o uguale ai sei anni assommavano a 3.473, dei quali 1.907 maschi e 1.566 femmine. Infine, coloro che erano in grado di saper almeno leggere e scrivere erano 16.158, dei quali 9.727 maschi e 6.431 femmine.